# Delir în doi, în trei, în câți vrei
Delir în doi, în trei, în câți vrei (în franceză Délire à deux) este o piesă de teatru de Eugen Ionescu, o dramă absurdă într-un act.
Drama prezintă povestea a doi îndrăgostiți care au fost împreună timp de șaptesprezece ani, dar relația lor începe să se destrame. Aceștia se ceartă între ei din cauza celor mai banale lucruri: printre altele, dacă broasca țestoasă și melcul aparțin aceleiași specii sau nu.

## Reprezentații
- 1962- la Studio des Champs-Elysees într-o montare a lui Antoine Bourseiller.
- 2005 - la Teatrul Sică Alexandrescu din Brașov
- 2006 - la Teatrul de Comedie, regia Claudiu Goga; traducerea Vlad Russo și Vlad Zografi; cu Mirela Oprișor ca Ea; Dragoș Huluba ca El și Mihaela Măcelaru ca Soldatul.[1]
- 2009 - la Teatrul Independent „Grupa Mică”, Cluj Napoca

## Ecranizări
- Délire à deux (1969), regia Michel Mitrani, cu Michel Piccoli ca Il; Suzanne Flon ca Vous; Jean Lescot ca Le soldat și Miichel Robin ca Le voisin[2]

## Teatru radiofonic
- 2009  - regia artistică Attila Vizauer; cu Rodica Mandache, Horațiu Mălăele, Petre Nicolae, Anne-Marie Ziegler și Ionut Kivu.[3]